# Dispondeus
Der Dispondeus (griechisch δισπόνδειος dispondeios „doppelter Spondeus“) ist in der antiken Verslehre ein aus vier langen Silben bestehender Versfuß. Das Schema ist:
— — — —
Er entspricht einem doppelten Spondeus (— —) und erscheint als Klausel zum Beispiel bei Cicero.